# Blinky Bill
Pour les articles homonymes, voir Ochieng et Blinky Bill (homonymie).
Blinky Bill, de son vrai nom Sellanga Ochieng, est un disc-jockey, producteur et musicien kényan.  Il est un des trois fondateurs du collectif multimédia Just A Band . Avec son collectif, il sort trois albums : Scratch to Reveal en 2008, 82 en 2009 et Sorry For The Delay en 2012. Grâce à un clip auto-réalisé et publié sur internet pour Ha-He une chanson qui apparait sur leur deuxième album, le groupe cartonne au Kenya ainsi que mondialement, où il est reconnu comme le créateur de la première sensation virale[Quoi ?] au Kenya . En 2016, le groupe décide de faire une pause, après quoi Blinky Bill lance sa carrière solo.  
En 2017, il sort son premier EP intitulé We Cut Keys While You Wait qui consiste en six chansons sur lesquelles il collabore avec plusieurs artistes kényans, notamment Maia van Lekow, Sage et NairobiDhobi. Un an plus tard, il sort son premier album Everybody’s Just Winging It and Other Fly Tales qui consiste en douze titres. L’album est bien reçu au Kenya, où il atteint la troisième place au classement Itunes Kenya. Il est également bien reçu à l’étranger, particulièrement en France, où Blinky est surnommé le « héraut de la scène musicale kényane ».
Sa musique est souvent classée comme une fusion du hip-hop, du jazz, des sons africains traditionnels et de la musique électronique. 

## Jeunesse et débuts
Blinky grandit dans une maison musicale où son père possède une collection de disques de musique africaine, notamment congolaise, alors que sa mère joue de la guitare. Lorsqu’elle l’abandonne, Blinky la reprend et apprend à jouer, faisant de la guitare le premier instrument musical auquel il se consacre.
Hors de la maison, les « matatus », les transports en commun au Kenya qu’il prend tous les jours pour arriver à et rentrer de l’école, deviennent un endroit important pour son éducation musicale . C’est ici qu’il découvre les genres différents comme le funk, le reggae ainsi que du pop américain grâce aux playlists qui sont y diffusées. 
C’est à l’école que ses amis lui donnent son nom de scène « Blinky Bill » d’après un dessin animé australien. 

## Just A Band (2003)
En 2003, pendant qu’il poursuit ses études en sciences du sport à l’université de Kenyatta, Blinky rencontre Dan Mbithi et retrouve son ami du lycée Jim Chuchu.  Les trois se trouvent désintéressés par leurs études et gravitent vers une expérimentation liée à leurs propres intérêts . Pendant cette période, le trois se mettent ensemble pour former « Just A Band », un collectif multimédia avec Blinky comme chanteur principal et directeur musical, alors que Dan s’occupe de l’animation et Jim se consacre à la photographie et la vidéographie.
En 2007, le trio original devient un quatuor lorsque Mbithi Masya les rejoint comme collaborateur visuel .

## Scratch to Reveal (2008)
Le 17 mai 2008, le collectif sort son premier album Scratch To Reveal qui est entièrement conceptualisé, produit et distribué par eux-mêmes . Sur ce projet, le groupe joue avec différents genres. En effet, l’album contient des influences du funk, du jazz, du hip-hop, de la musique électronique, de la musique dance et de la musique acoustique. Lors une entrevue, le collectif explique la signification du titre « [L’album] était autant une découverte pour nous que pour les auditeurs…alors nous découvrions ce qui nous caractérise au niveau du son ».  
Dans un entrevue, le collectif explique que la première intention du album est de repousser les limites de la musique de l’époque et de ne pas rester dans les limites déjà inscrites. Du fait de la composition aventureuse du projet, l’album ne reçoit pas le support des radios kényanes, qui le jugent « trop futuriste ». En conséquence le groupe se tourne vers internet comme mode de diffusion principal. 
Outre un style musical expérimental, le groupe privilégie une expérimentation avec de l’illustration et de l’animation notamment employés pour le morceau Iwinyo Piny, ainsi que l'utilisation de la marionnette pour le clip de Hey!. 
Grâce à cet album, le groupe reçoit une nomination pour le meilleur groupe urban pour les récompenses de Kisima, qui récompensent des talents musicaux en Afrique de l’Est. Le groupe reçoit également une nomination pour le meilleur clip africain pour les récompenses de Kora, qui reconnaissent les contributions d’artistes dans le continent africain .

## 82 (2009)
Un an plus tard, le groupe sort son deuxième album intitulée 82, qui fait référence à l’année pendant laquelle tous les membres du groupe sont nés. 
Parmi les treize chansons de l’album, les plus notables sont Usinibore , qui se classe à la troisième position de l'agrégateur We are Hunted et  Ha-He qui devient un phénomène d’abord au Kenya et ensuite globalement.    
C’est le clip de Ha-He, le deuxième single de l’album qui pousse le groupe vers la célébrité. Dans le clip, il ré-adoptent « Makmende », un superhéros fictionnel qui a connu la notoriété pendant les années quatre-vingt et nonante au Kenya, comme personnage principal. Du fait de la réapparition de ce personnage très populaire, ainsi qu’un style visuel hors norme à la Tarantino, le clip devient une sensation au Kenya, avec plus de 24,300 vues sur YouTube dans la semaine après sa publication.
Grâce au succès du clip, le groupe suscite un intérêt international culminant dans une apparition sur le programme Inside Africa de CNN .
En 2012, Huff +Puff , la huitième chanson de l’ album, apparait sur la bande sonore du film House At The End Of The Street . Quatre ans plus tard, la même chanson apparait sur la bande sonore du premier épisode de la deuxième saison de Sense8, une série originale Netflix.

## BRLNRB: Welcome To The Madhouse (2010)
En 2010, Just A Band participe au BRLNRB, un échange culturel organisé par l’institut Goethe de Nairobi, pendant lequel les artistes allemands ainsi que les artistes kényans collaborent sur des projets musicaux. Cette collaboration produit un album intitulé BRLNRB: Welcome To The Madhouse. Le groupe contribue avec trois chansons à cet album : Away , Room for me et Kibera Benga . 